# Îles Evout
Les îles Evout sont un petit archipel chilien situé au sud sud-est de la grande île de la Terre de Feu au large de la baie Nassau, non loin des îles Wollaston. 